# Ponte Laguna Garzón
Il ponte Laguna Garzón è un ponte adibito al transito veicolare e pedonale famoso per la sua insolita forma circolare. Si trova a Garzón, in Uruguay, ed è stato progettato dall'architetto uruguaiano Rafael Viñoly.
La forma circolare costringe i conducenti a rallentare e consente l'accesso pedonale lungo il percorso a senso unico.
È stato aperto al traffico veicolare nel dicembre 2015.